# Golf Club de Pierpont
Golf Club de Pierpont is een Belgische golfclub in Les Bons Villers in de provincie Henegouwen.
Om een boerderij uit de 17de eeuw ligt een domein van 67 hectare, waarop de 18-holes golfbaan van Pierpont ligt. De baan is in 1991 ontworpen door de Nederlandse golfbaanarchitect Joan Dudok van Heel. De holes 1-9 lopen langs de buitenrand van het terrein, de holes 10-18 liggen daarbinnen.
Allerlei nationale en internationale wedstrijden zijn op Pierpont gespeeld, zoals het Nationaal PGA Open. Pierpont was in 2008 een stop in de Alps Tour en de European Seniors Tour in 2003.